# Скарп, Гуннар
Гуннар Скарп (швед. Gunnar Skarp, 26 июля 1901 — 6 января 1955) — шведский шахматист. Один из сильнейших шахматистов Швеции 1920—1930-х гг. В 1933 г. стал победителем неофициального чемпионата Швеции (официальные турниры проводятся с 1939 г.). Турнир проходил в Лунде. Скарп поделил 1—4 места с Н. Бергквистом, Г. Даниэльссоном и Г. Форхаугом. Дополнительные соревнования не состоялись, и все победители позже были признаны чемпионами страны.
Скарп дважды побеждал в чемпионатах Гётеборга (1933 и 1946 гг.).
После Второй Мировой войны Скарп принимал участие в международном турнире в Стокгольме (декабрь 1946 — январь 1947 гг.). За национальную сборную Скарп с успехом выступил в 1948 г. в матче со сборной Дании и командном турнире северных стран.

## Спортивные результаты
| Год         | Город        | Соревнование                                          | + | − | = | Результат | Место |
| ----------- | ------------ | ----------------------------------------------------- | - | - | - | --------- | ----- |
| 1933        | Лунд         | Чемпионат Швеции (неофициальный)                      |   |   |   |           | 1—4   |
| 1946 / 1947 | Стокгольм    | Международный турнир                                  | 1 | 7 | 1 | 1½ из 9   | 10    |
| 1948        | Сальтшобаден | Матч Швеция — Дания (10-я доска, против Э. Сёренсена) | 2 | 0 | 0 | 2 из 2    |       |
|             | Сальтшобаден | Командный турнир северных стран                       |   |   |   |           |       |